# トヨタ・アイシス
アイシス（Isis） は、トヨタ自動車が製造・販売していたミニバンである。静岡県裾野市のトヨタ自動車東日本（旧・関東自動車工業）東富士工場で生産されていた。

## 概要

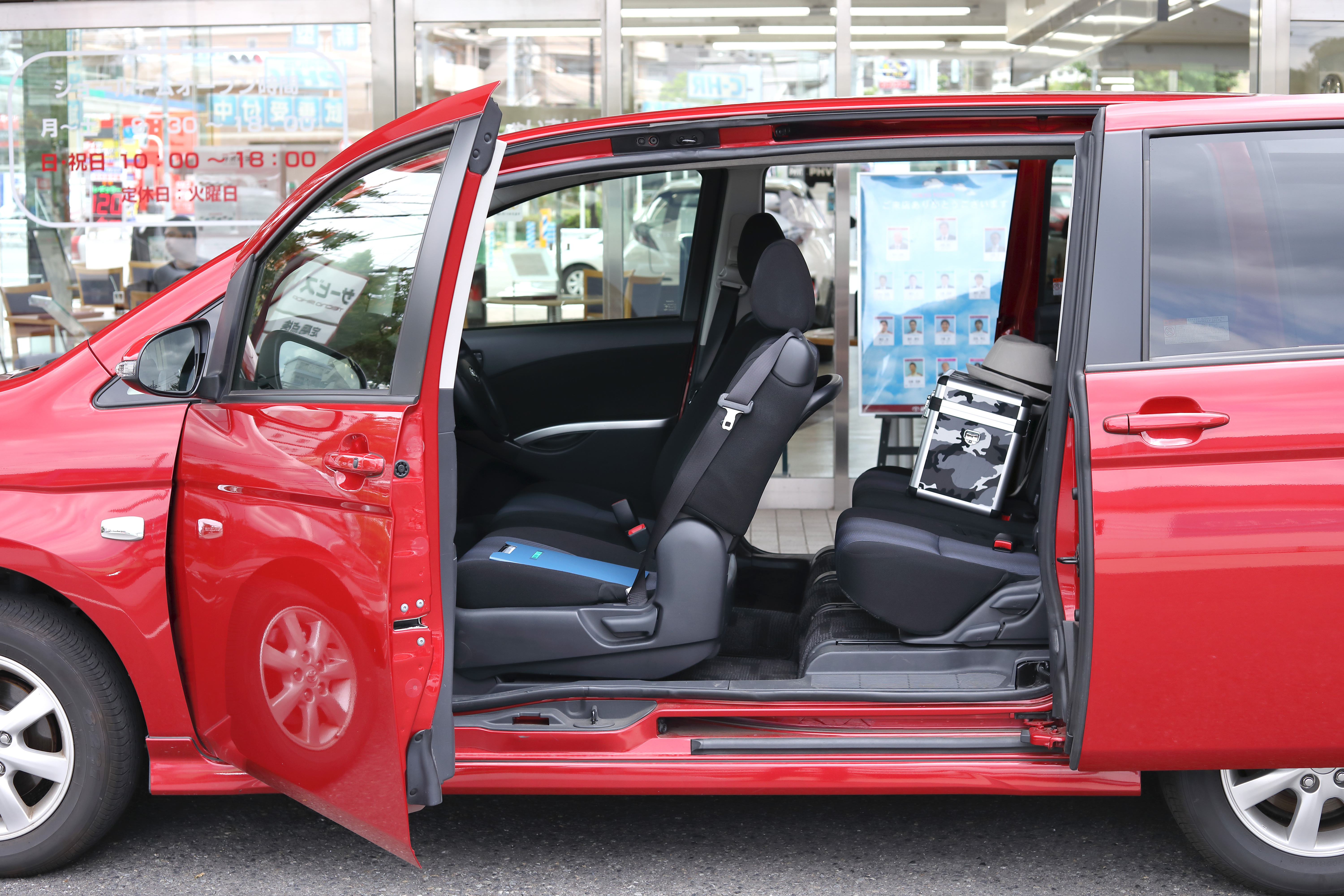
左側のドアのみBピラーがビルトインとなっている

日本国内専用車として企画・開発され、左側通行専用設計の左右アシンメトリー（非対称）ボディを採用していた。ウィッシュの兄弟車だった。
一般にはガイアの後継車と紹介されることが多いが、トヨタでは「ガイアの後継車ではなく、全く新規に開発したミニバン」と否定している。ラウムで培われたアイデアを随所に取り入れている。
エンジンはDOHCの2,000ccの1AZ-FSE（D-4）と1,800ccの1ZZ-FEで、駆動型式はFFとアクティブトルクコントロール4WDが用意される。トランスミッションは2,000ccは無段変速機のSuper CVT-i、1,800ccはSuper ECT（4速AT）で、2,000ccの「Platana（プラタナ）」のみ7速スポーツシーケンシャルシフトマチックを装備する。
ボディサイズは5ナンバーサイズではあるが、「プラタナ」にはエアロパーツとブリスターフェンダーが装着されており、わずかに全幅が拡大され1,710mmとなるため、3ナンバーとなる。
助手席側にはラウムで培われたアイデアのひとつ、センターピラー内蔵ドア「パノラマオープンドア」が採用されており、このクラスでは初代日産・プレーリー以来16年ぶりの復活であった。助手席と後部座席のスライドドアを開けると、ピラーがない広大な開口部が現れる。現在この機構のドアを使用する新車は、子会社のダイハツ工業が「ミラクルオープンドア」として採用するタント（2代目以降）及びSUBARUへのOEM車であるシフォン、ホンダ・N-VANの3車種のみである。その他特徴的な装備として、前方に障害物があってもステアリングの角度で回避可能な場合はアラームが鳴らない、ステアリング感応式のクリアランスセンサーがオプションで用意された。
リアコンビネーションランプのうち、尾灯（テールランプ・ブレーキランプ）はテールゲート両脇に縦長のLED式ランプを装備。バックランプと方向指示器はテールゲートとバンパーとの境目部分に設置される。当初、VSCは4WD車にのみオプション設定されており、2WD車には装備できなかった。
2004年9月の発売以降、2017年12月の販売終了まで軽自動車を除く個人向けの乗用車としては非常に珍しく、発売から13年に渡り一切フルモデルチェンジが実施されなかった。単一車種としてトヨタの乗用車ラインナップでは（センチュリーの販売中止に伴い）最古参の車種となり、海外メーカーまで含めても基本設計が古い部類の乗用車となっていた。

## 初代 AM1型（2004年-2017年）

### 年表
- 2004年9月28日 - 発売。キャッチフレーズは「Your oasis」で、CMキャラクターには唐沢寿明と小雪、CMソングにはゴスペラーズの「ミモザ」が起用された（同曲のMV中にもアイシスが登場している）。月間販売目標は4,000台と発表された。
- 2005年11月30日 - 一部改良および特別仕様車「プラタナ"G-Edition"」を発売。
  - 2.0L車が「平成17年基準排出ガス75%低減レベル（☆☆☆☆）」認定を取得。全車で光軸調整用ヘッドランプレベリング機構を追加。メーカーオプションにG-BOOK ALPHA対応HDDナビを追加。
  - 特別仕様車「プラタナ"G-Edition"」は「プラタナ」をベースに、フォーンの専用室内色や両側パワースライドドアなどを装備し、高級感とスタイリッシュさを演出した。
- 2006年8月7日 - トヨタ店のチャネル創立60周年を記念した特別仕様車「L"60thスペシャルエディション"」を発売。
  - 「L」をベースにトヨタ店のチャネルカラーである「トヨタボルドー」をイメージする専用外板色を設定すると共に、専用シート表皮、ヘッドランプエクステンション、オリジナルキーボックスに加え、本革巻き3本スポークステアリングホイール&シフトノブ、オプティトロンメーター（レオスタッド付）、スライドドアイージークローザーなどを装備した。
- 2007年5月14日 - マイナーチェンジ。キャッチフレーズは「さあ、新しいアイシスへ。」で、CMキャラクターには椎名桔平と菅野美穂、CMソングにはスピッツの「ルキンフォー」が起用された。
  - フロント周りやリアバンパー（一部グレード）、ガーニッシュ、コンビネーションランプ、アルミホイールのデザインを変更し、よりスポーティーな印象に。内装も「G」と「L」でステアリングホイールを4本スポークに変更し、メーターやシート表皮も変更。「2.0プラタナ」にはトヨタ車のミニバンでは初めてパドルシフトを採用。さらに、ヘッドランプをプロジェクター式に変更し、後席確認ミラーやIR（赤外線）カット機能付ウィンドシールドガラス等を追加。また「2.0プラタナ」には運転席側パワースライドドア・パワーバックドア（どちらもイージークローザー+挟み込み防止機能付）、シャープのプラズマクラスターを搭載した"Uセレクション"を追加した。
- 2008年5月7日 - 特別仕様車「プラタナ"Limited"」を発売。CMソングはオトナモードの「グライダー」が起用された。
  - 「プラタナ」をベースに、ターコイズ色スポーツオプティトロンメーター（メーター照度コントロール付）や両側電動スライドドア（イージークローザー＋挟み込み防止機能付）、専用レースアップシルバー木目調のセンターパネル加飾＆ドアトリム加飾、ジャガード織グレージュシート、めっき処理を施したアウトサイドドアハンドルを採用している。また、外板色は、グレーメタリックを含む全3色を設定している。
- 2009年
  - 4月7日 - 「L"G-Edition"」を発売。「L」をベースに本革巻きステアリングや専用シート地、ステアリングスイッチ、木目調パネルなどを追加した。
  - 9月18日 - 一部改良。CMキャラクターには今井美樹、CMソングには同アーティストの「ひとひら」が起用された。
    - 2代目ウィッシュ等で先行採用された「バルブマチック（エンジン動弁機構）」付エンジン（1.8L車は2ZR-FAE型、2.0L車は3ZR-FAE型）へ換装するとともに1.8L車は「Super CVT-i」へ変更され、同排気量においてクラストップレベルの低燃費を実現した。また、スマートエントリー&スタートシステム、エンジンイモビライザーシステム、車速感応式オートドアロック、チルト&テレスコピックステアリングを追加し利便性を向上すると共に、フロントグリル・フロントエンブレム(ライトブルー→レッド)・バックドアアウトサイドガーニッシュなどのデザインを変更。「プラタナ」と「プラタナ"Uセレクション"」はさらにヘッドランプエクステンションにブラックメタリックを採用。センターパネルとドアトリムにシルバー加飾を施した。
    - なお、特別仕様車の「プラタナ"Limited"」と「L"G-Edition"」も一部改良を行い、「プラタナ"Limited"」にはボディカラーに「ブラックマイカ」を、内装色に「ダークグレー」を追加し、バリエーションを拡げた。
- 2010年9月30日 - 特別仕様車「プラタナ"Black Limited"」を発売。CMキャラクターには徳永英明、CMソングには同アーティストの「黄昏を止めて」が起用された。
  - 「プラタナ」をベースに、フロントグリル・ドアミラー（電動格納式、サイドターンランプ付）・ヘッドランプエクステンション・アウトサイドドアハンドル・リアライセンスガーニッシュにメッキを、フロントエンブレムをブラックに変更するとともに（ベースグレードではレッド）、センターパネルとドアトリムには黒木目調を施し、フロント/セカンドシート・本革巻きステアリングホイール・シフトレバー・シフトノブにレッドステッチを施してスタイリッシュな内外装にすると共に、オーディオ用ステアリングスイッチやデュアルパワースライドドアなどを装備した。ボディカラーは特別色のブラックのみを設定する。
- 2011年
  - 5月16日 - 一部改良（同年6月6日発売）。CMキャラクター、CMソングは引き継がれた。
    - エンブレムを強調した新フロントグリルやクリアレンズを採用したリアコンビネーションランプ、全面メッキ処理を施したバックドアガーニッシュにより、高級感のあるデザインとした。また、ボディカラーは新たにシルキーゴールドマイカメタリック、ボルドーマイカメタリック、ブラックを追加した全8色とした。グレード体系も最上位グレードとして追加設定された「プラタナ"V-SELECTION"」をはじめ、「プラタナ」・「G」・「L（1.8L・2WD車/1.8L・4WD車のみ）」・「L"X-SELECTION"（1.8L・2WD車のみ）」の5グレードに再編され、一部のグレードでは装備内容の見直しにより価格も引き下げられた。

  - 12月20日 - 特別仕様車「プラタナ"V-SELECTION・White Interior Package"」を発売。CMキャラクターには持田香織、CMソングにはEvery Little Thingの「Landscape」が起用された。
    - 「プラタナ」をベースに、"V-SELECTION"の装備に加え、ステアリングスイッチベース、センターパネル、ドアトリムに専用ホワイトパール加飾を、シート表皮はブラックの合成皮革にホワイトダブルステッチを、エアロバンパーにブラックアウト加飾をそれぞれ施してスタイリッシュな印象としたほか、両側パワースライドドア（イージークローザー・挟み込み防止機構付）も装備した。
- 2012年
  - 6月4日 - 一部改良。
    - エンジンなどの改良により燃費を向上したことで全車「平成27年度燃費基準」を達成（1.8L・2WD車は2015年4月の仕様変更により、「平成27年度燃費基準+5%」達成となる）。この他、全車にはステアリングホイールのデザイン変更やセカンドシート中央席への3点式シートベルトの標準装備化を行い、「G」と「プラタナ"V-SELECTION"」にはスーパーUVカットガラス（フロントドアガラス）やプラズマクラスター（高濃度タイプ）を採用した。ボディカラーには「L"X-SELECTION"」・「L」・「G」専用色の「ベージュメタリック」を追加した。

  - 10月23日 - 特別仕様車「L"G-Edition"」を発売。CMキャラクターにはMISIA、CMソングには同アーティストの「HOLIDAY」が起用された。
    - 「L」をベースに、本革巻き3本スポークステアリングホイール&シフトノブ、ステアリングスイッチ、運転席アームレスト（角度調整式）、セカンドシートセンターアームレスト（カップホルダー付）を装備するとともに、シート表皮全面にトリコットを採用し、センターパネルとドアトリムに木目調（ブラウン）加飾を施した。ボディカラーは特別設定色のレッドマイカメタリックを含む4色を設定した。
- 2013年10月2日 - 一部改良および特別仕様車「プラタナ"V-SELECTION・Noir（ノアール）"」・「プラタナ"V-SELECTION・Blanc（ブラン）"」を発売。
  - VSC&TRCを全車に標準装備するとともに、「プラタナ」・「プラタナ"V-SELECTION"」はスポーツオプティトロンメーターの色をディープブルーに変更（「プラタナ」の1.8L車を除く）し、ブルーのアクセントを織り込んだジャージのシート表皮を採用。さらに、「プラタナ"V-SELECTION"」はセンターパネル・ドアトリム加飾をブルーのサイバーカーボン調に変更した。ボディカラーは新色の「ダークブラウンマイカメタリック」を含む8色とした。
  - 特別仕様車「プラタナ"V-SELECTION・Noir"」・「プラタナ"V-SELECTION・Blanc"」は「プラタナ」をベースに、「V-SELECTION」の装備品に加え、両側パワースライドドア（イージークローザー、挟み込み防止機能付）や電動格納式リモコンカラードドアミラー（サイドターンランプ付）などを特別装備するとともに、ボディカラーを前者は「ブラック」、後者は「ホワイトパールクリスタルシャイン」とし、それぞれにコーディネートされた内外装を採用した。また、全車でドアミラーの意匠を変更（3代目ヴィッツより採用されたトライアングル形状のデザイン）している。
- 2016年4月6日 - 一部改良[2]。
  - 「プラタナ」、「プラタナ"V-SELECTION"」のシート表皮や意匠を変更し、シートのメイン材にはセーレンが開発した車内の臭いを短時間で吸収・分解する「イノドールクイック瞬感消臭」を採用。また、オート格納・リバース連動機能付電動格納式リモコンドアミラーを「G」に、IR（赤外線）カット機能付スーパーUVカットガラス（フロントドア）を「プラタナ」を除く全グレードにそれぞれ装備された。1.8L・2WD車は燃費性能を向上してJC08モード燃費が15.4km/Lとなった。
  - 特別仕様車「プラタナ"V-SELECTION・Noir"」・「プラタナ"V-SELECTION・Blanc"」もベース車に準じた改良を受け、継続販売される。
- 2017年12月11日 - 販売終了。ホームページの掲載も終了。販売期間は13年であった。直接的な後継車はないものの、既存のシエンタ及びプリウスαが後継となる[3]。

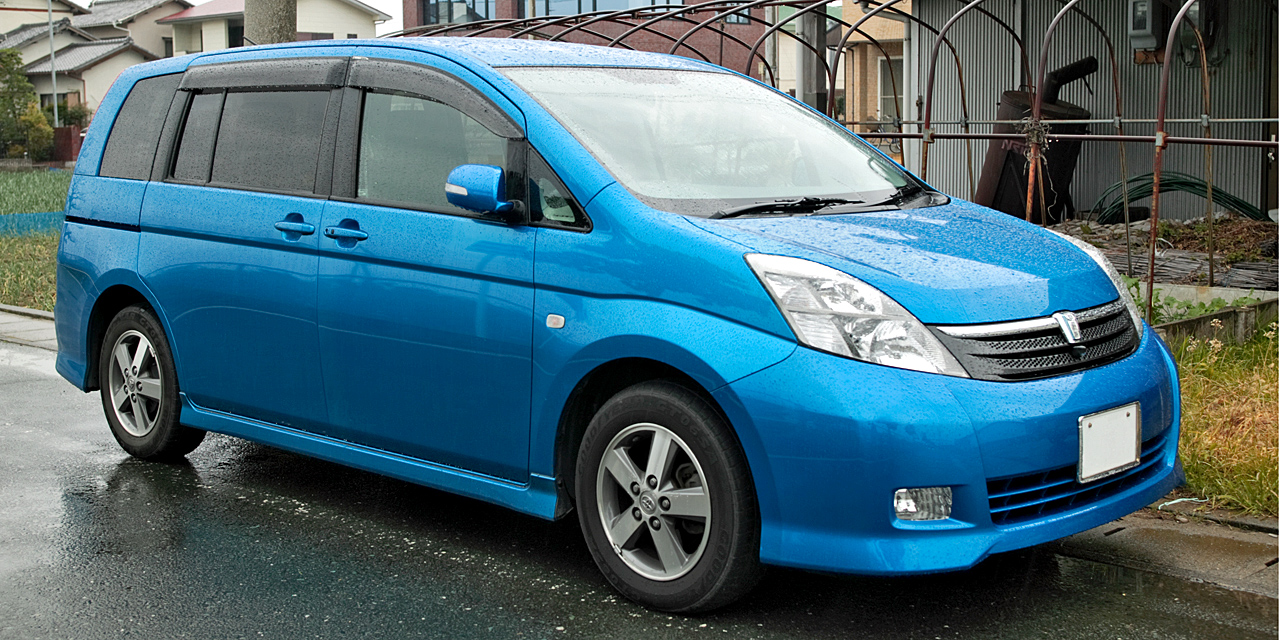
前期型プラタナ
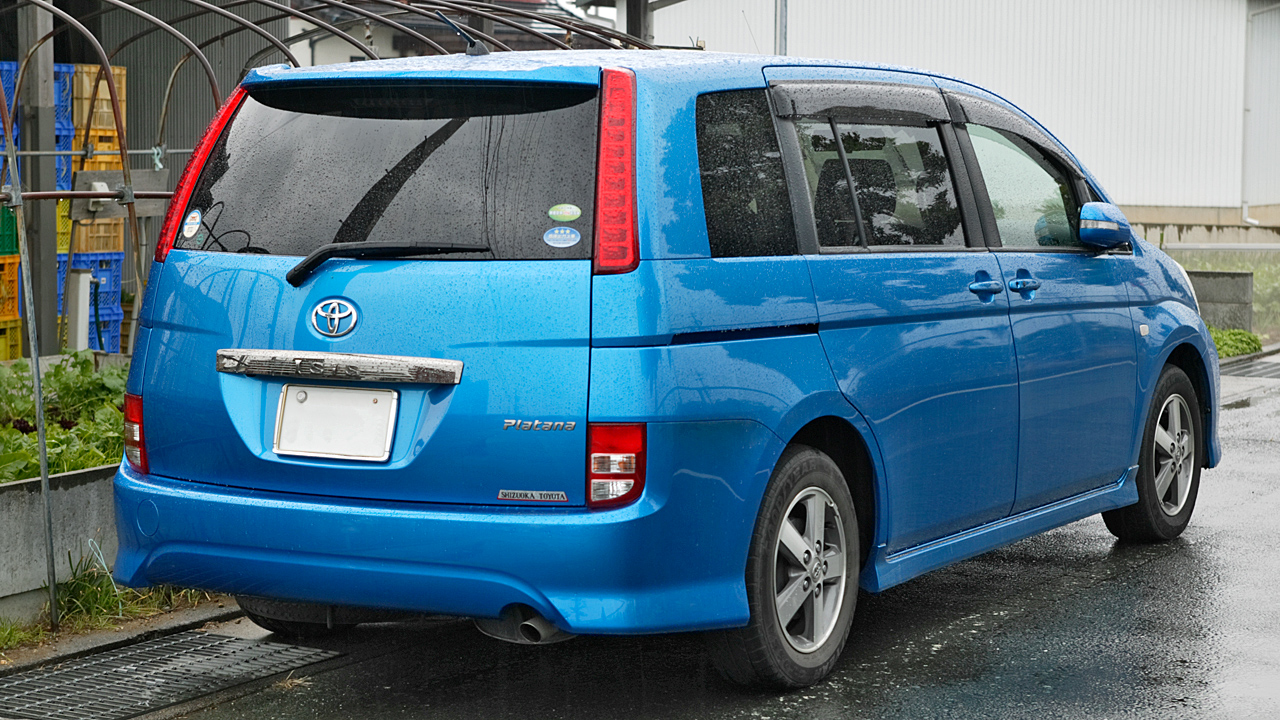
前期型プラタナ・リア
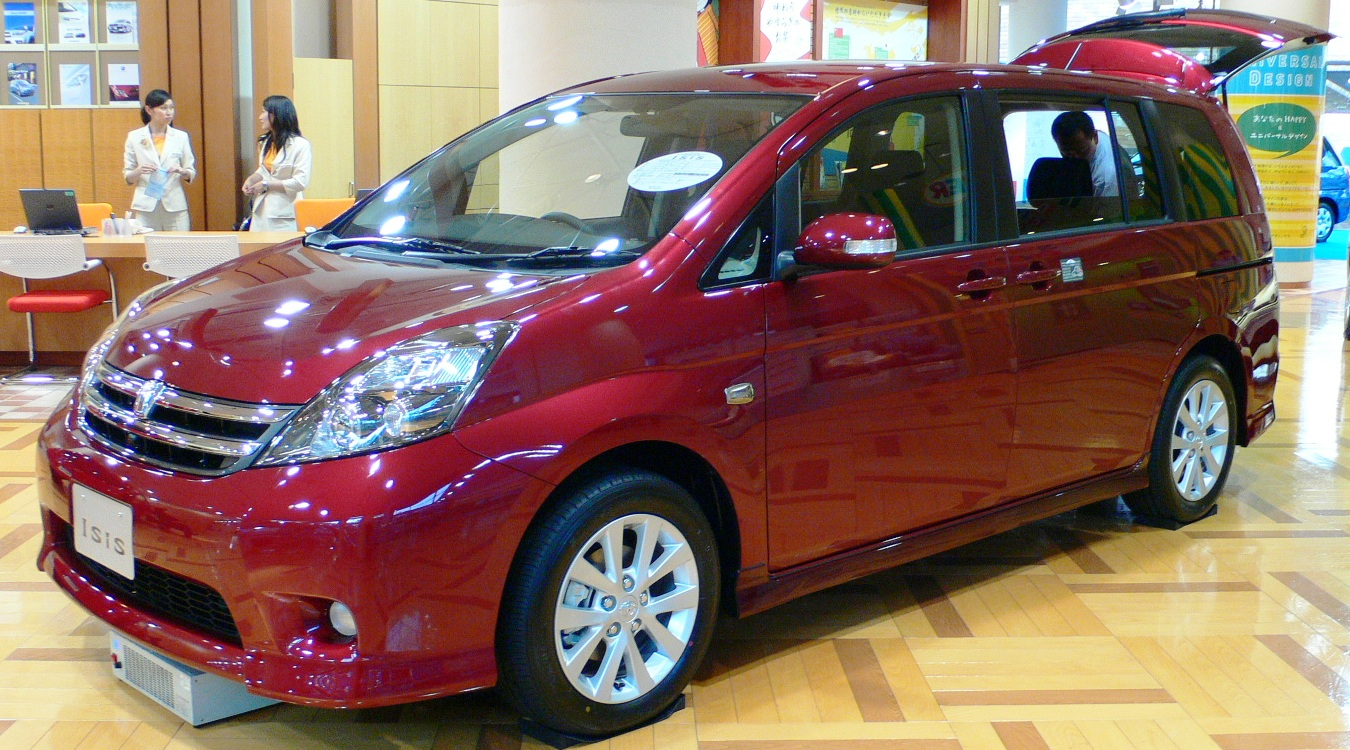
中期型プラタナ（2007年5月 - 2009年9月）
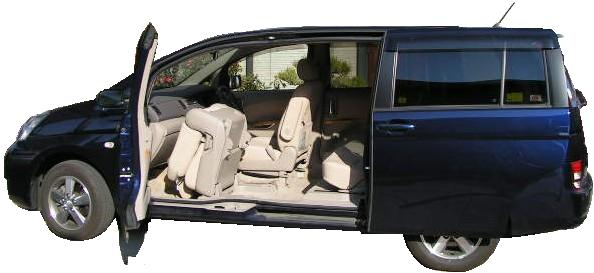
パノラマオープンドア

## 販売ディーラー
- トヨタ店[注釈 2]

## 車名の由来
- 由来は、エジプトの豊穣の神イシスより。「乗る人すべての心を豊かにするクルマ」という意味が込められている[4]。
- 米国の保守的な報道機関TheBlaze（Blaze Media）は、この車名について、当時米国と対立していたISIS（イスラム国）によるテロにトヨタ車が多く使われていた事を念頭に「Toyota ISIS: We’re good for jihad!（トヨタ・アイシス：ジハードにふさわしい車だ!）」と名前をもじり揶揄した[5]。